# Bagata (Burkina Faso)
Ne doit pas être confondu avec Bagata ou Bagata (ville).
Bagata est une commune située dans le département de Tenkodogo de la province de Boulgou dans la région du Centre-Est au Burkina Faso.

## Histoire
Louis-Gustave Binger y entre le mardi 5 juin 1888. Il écrit : « À midi seulement nous entrons à Bagata, grand village mossi, comprenant environ trente groupes de cases de 15 à 40 habitants ; la population de ce groupe semble atteindre 1 300 à 1 500 habitants. ».